# ディス・イズ・ザ・デイ
ディス・イズ・ザ・デイ (This is the day) は、日本の小説家・津村記久子による小説。
朝日新聞に2017年1月6日から2018年3月30日まで週1回（金曜日夕刊、夕刊が廃止された地域は土曜日朝刊）連載された、津村にとって初の新聞連載小説である。単行本は、2018年6月7日に朝日新聞出版より刊行された。連載・単行本の装画・挿画は、内巻敦子による。文庫版は、2021年10月7日に朝日新聞出版より刊行された。
2019年にNHK-FM「青春アドベンチャー」でラジオドラマ化された。2019年の第6回サッカー本大賞受賞。

## 概要
日本のプロサッカー2部リーグ（現実世界のJ2リーグに相当）の最終節に向けて繰り広げられる22チームのサポーター22人の悲喜こもごもを1試合1話の連作短編の形で紡いだ作品である。タイトルの「This is the day」（「今日がその日だ」の意味）は、最終節でチームの、そして応援するサポーターたちの何かが少しだけ変わることを示唆している。
津村が連載小説の依頼を受けた際、当初は全く別のプロットを思い描いていたが、2015年11月23日にキンチョウスタジアム（当時）で行われたJ2最終節・セレッソ大阪対東京ヴェルディの試合を見に行った際に目にしたセレッソサポーターの様子に興味を覚え、さらに同日J1昇格を決めたジュビロ磐田のサポーターの知人へのメールの返事が喜びよりも安堵を伝えたものだったことから、同日行われたJ2の他の試合を見返し、「（プロ）サッカーをやる人たちは特別やけど、観る人たちは別に特別じゃない。誰にでも開かれてる体験」との思いから、同日・同時間キックオフで繰り広げられた11試合を現地で応援するサポーターを描いた小説のプロットを定めた。長期連載となる新聞小説を執筆するに当たって、1本の長編を書くよりも1か月程度で1本の短編を11本書いた方が長続きするのではないかという思惑も働いたという。津村曰く、ニック・ホーンビィの『ぼくのプレミアライフ』がアーセナルを応援するサポーターの「縦軸の物語」であるのに対し、本作は「横軸の物語」を意識したとのこと。
舞台となった22チームは全て架空のチームで、連載当時J3までのチームがない自治体にクラブをできるだけ作ることを念頭に置き、舞台となった土地や全国各地のスタジアムを訪ねたという。ただし、最初から22チームの設定を決めていたわけではなく、連載をスタートさせてからチームの設定を徐々に決めていったとのこと。

## あらすじ
新聞連載時と単行本収録時では掲載順序が一部異なるが、ここでは単行本での収録順に記す。チーム名の後ろの括弧は最終節前の順位。
三鷹を取り戻す
昇降格を繰り返す三鷹ロスゲレロス（17位）をかつて応援しながら、チームへの情熱を失っていた貴志。ネプタドーレ弘前（21位）のサポーターであるバイト仲間の松下に誘われ、三鷹対弘前の最終節の応援に行く。
若松家ダービー
一家で泉大津ディアブロ（9位）を応援していた若松家の中で、長男・圭太だけは、いつしか琵琶湖トルメンタス（10位）を応援するようになっていた。
えりちゃんの復活
最終節の日、CA富士山（12位）のサポーターになっていた従姉妹のえりを出迎える、オスプレイ嵐山（5位）サポーターのヨシミ。二人はそれぞれに心に傷を抱えていた。
眼鏡の町の漂着
行方不明の恋人を探すうちに恋人の応援していた鯖江アザレアSC（14位）のサポーターとなり、特に鯖江のマスコット・つつちゃんが気に入った香里と、1部所属のまま17年前に解散してしまった「ヴィオラ西部東京」出身のDF野上芳明を追って倉敷FC（2位）を応援する誠一の、最終節のスタジアムに向かうシャトルバス内での邂逅。
篠村兄弟の恩寵
両親と祖母を亡くし、兄弟で奈良FC（7位）を応援していた篠村靖と篠村昭仁の兄弟。しかし兄・靖はFW窓井草太の移籍と共に移籍先の伊勢志摩ユナイテッド（11位）に応援するチームを変え、弟・昭仁は引き続き奈良FCを応援する。
龍宮の友達
白馬FC（13位）を応援するイラストレーターの睦美は、ビル清掃のパートの同僚である細田にゲートフラッグ製作を依頼するが、その細田の亡き夫は最終節で白馬と対戦する熱海竜宮クラブ（18位）のサポーターだった。
権現様の弟、旅に出る
姫路FC（8位）対遠野FC（19位）の開幕戦で神楽（権現舞）のアトラクションを披露した盛岡の会社員・壮介は、上司との関係に悩む会社の中で、自分が遠野を応援しているのがばれないように、権現様にそっくりな獅子頭を被って自分の「弟」になりすましてスタジアムに通うようになり、いつしか名物サポーターとなる。
また夜が明けるまで
自動昇格まであと一歩のヴェーレ浜松（3位）を応援しているライターの忍は、残留の可能性を残すモルゲン土佐（20位）との最終節での対戦が気になり、取材先から羽田空港に向かい、そのまま高知に飛んでしまう。ひょんなことから空港で出会った土佐サポーターの文子とスタジアムで観戦することに。
おばあちゃんの好きな選手
幼い頃に父が蒸発し、父方の親族と疎遠になっていた松江04（16位）サポーターの周治。久々に会った父方の祖母は最終節で対戦する松戸アデランテロ（15位）の熱心なサポーターで、わざわざ松江までやってきたのだった。
唱和する芝生
吹奏楽部の富生は、ひょんなことから川越シティFC（22位）のチャントに魅了されスタジアムに足を運ぶようになり、いつしかリズム隊の一員となる。一方、最終節の相手である桜島ヴァルカン（6位）のゴール裏では、吹奏楽部の憧れの先輩だった鰺坂がトランペットを吹いていた。
海が輝いている
定年で海田町に戻ってきた功は、1部昇格をほぼ確実にしているカングレーホ大林（1位）の試合を見るために、対戦相手のアドミラル呉FC（4位）のスタジアムに足を運んだ。呉は、離婚後に亡くなった元妻のみどりと、娘の仁美が暮らす街だった。
「カングレーホ大林」は津村の作品『この世にたやすい仕事はない』にも登場していたチームで、世界観が一部重複している。
エピローグ
リーグ戦終了後、昇格プレーオフ準決勝に臨むチームを応援する者、入れ替え戦に臨むチームを応援する者、そしてどちらにも絡んでいないのに自分事のようにプレーオフを見ている者の後日譚。

## 書評
小説家の吉村萬壱は自身がスポーツに興味が無く新聞連載時は全く読まなかったというが「結果は大変に面白く、これは紛れもない津村文学であると分かった。サッカー二部リーグの贔屓のチームの存在とクラブの応援が、登場人物たちにとっての「心の杖」なのだ」「市井の人々のそれぞれの人生がスタジアムの喧噪の中で光を浴びて、独自の陰影を深める」と評している。また、農業史研究者の藤原辰史は「登場する人間も土地もチームもみな、上でも内でも中でもなく、どちらかというと下であり外であり縁（へり）である。だからこそ、この作品が活写したように、サッカー場を通じて不思議な縁（えん）が次々に生まれていくのかもしれない」と評している。

## ラジオドラマ
2019年7月1日から7月5日まで、NHK-FM放送「青春アドベンチャー」にて、全5回で放送された。全11話のうち5話分を抜粋して1回1話で放送された。

### 出演
- 篠村兄弟の恩寵 - 藤山扇治郎、溝下翼、橋本菜摘、茶花健太、大河原爽介、荒谷清水、坂西良太
- 眼鏡の町の漂着 - 鬼頭典子、窪塚俊介、草薙仁、大須賀隼人、野々村のん、寺井らん
- 龍宮の友達 - 野々村のん、増子倭文江、角島美緒、荒谷清水
- 権現様の弟、旅に出る - 窪塚俊介、山下真琴、宮信介、山岸門人、坂西良太、山川二千翔、寺井らん、大河原爽介
- おばあちゃんの好きな選手 - 新納だい、白石加代子、松熊つる松、尾倉ケント

### スタッフ
- 原作：津村記久子「ディス・イズ・ザ・デイ」朝日新聞出版
- 脚色：入山さと子、葉月けめこ、鈴木絵麻
- 演出：真銅健嗣
- 技術：山田顕隆
- 音響効果：野村知成
- 選曲：黒田賢一

### 注記
1. 1 2  物語はチーム名等を含めてフィクションであるが、最終節を同日・同時キックオフで行う点や、昇降格のシステムは連載当時のJ2リーグに即した形となっている。
2. ↑  『唱和する芝生』の回に登場する「桜島ヴァルカン」の参考にするために鹿児島ユナイテッドFCの取材にも訪れたが、話の舞台はアウェイの川越になっている[5]。